# Nome numerabile

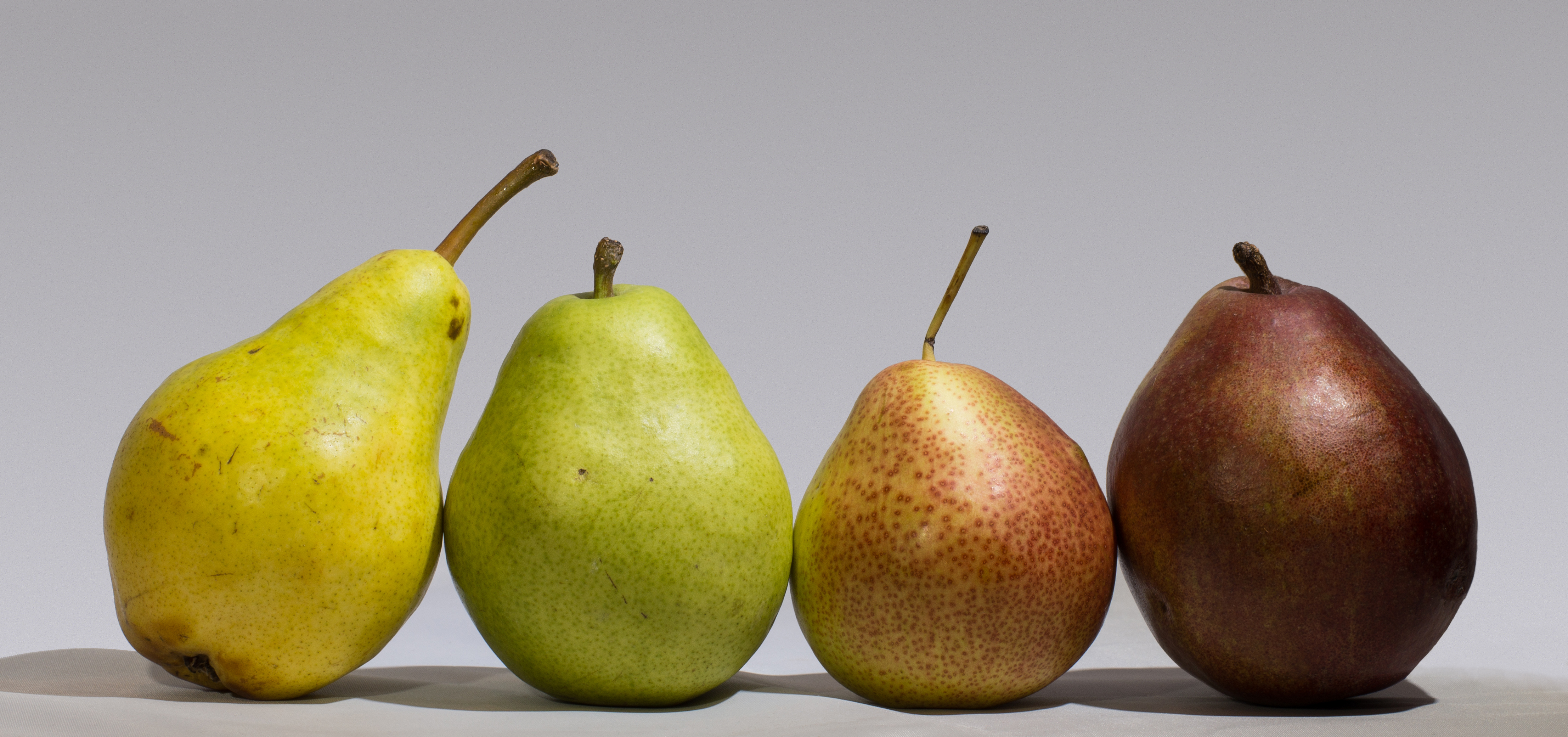
«pera/pear» è un nome numerabile in italiano e in inglese perché si può volgere al plurale («pere/pears») e perché si riferisce a oggetti che si possono contare (nella foto: «quattro pere/four pears»).

In linguistica, un nome numerabile (o sostantivo numerabile) è una tipologia di nome comune che si riferisce o a un'entità individuale o a entità facenti parte di un insieme che si può contare. Può essere accompagnato da un numero e si può presentare sia in forma singolare che plurale.
Si contrappone al nome massa (nome non numerabile) che non gode di queste proprietà, e che piuttosto che contato può essere solo misurato.

## Caratteristiche

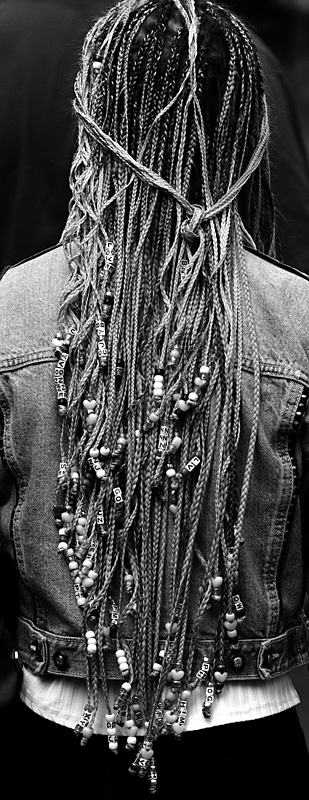
In italiano «capello» prevede il plurale «capelli», come un nome numerabile; in inglese «hair» è considerato numerabile nell'accezione singola di "pelo" o "capello", invece è un nome massa, privo del plurale, se riferito ai capelli di una persona perché non si possono tecnicamente contare.

I sostantivi numerabili possono essere grammaticalmente modificati da un numerale, perché designano entità computabili e pertanto possono altresì presentarsi al plurale. Ne sono esempi «mela/apple», «ragazza/girl»,«fenomeno/phenomenon»...
Generalmente non possono presentarsi nudi al singolare (*I like pear, pear is good, 'Mi piace pera, pera è buona'), al contrario dei nomi massa (I like rice, rice is good, in italiano "Mi piace il riso, il riso è buono").
Ai numerabili possono essere applicati tutti i modificatori previsti per i nomi comuni: articoli, dimostrativi, possessivi, qualificativi, relativi e sintagmi preposizionali. In italiano, i nomi numerabili possono essere preceduti da modificatori di quantità solo al plurale: così, ad esempio, è possibile dire molti cavalli, ma non *molto cavallo.; altrettanto, in lingua inglese, i modificatori many e fewer si applicano ai numerabili, ma non ai nomi massa: many bottles ('molte bottiglie'), contrapposto al non numerabile much wine ('molto vino'). In definitiva, si utilizzano termini quantificatori diversi per numerabili e non numerabili.
Nel complesso, i plurali dei nomi numerabili si comportano come i nomi massa, in merito a quantificatori, possibilità di essere usati da soli ("nudi") o di esser accompagnati da termini spaziali come «dappertutto» («c'erano coriandoli dappertutto» per il plurale, «c'era fuliggine dappertutto» per il nome massa).
All'interno di una stessa lingua o tra lingue diverse non è sempre prevedibile il riferimento a un tipo o all'altro, anche per materie simili: in inglese beans ('fagioli') è numerabile, ma rice ('riso') non lo è; inoltre, alcuni usi variano nel corso dell'evoluzione della lingua.

### Casi ambigui
Alcuni sostantivi possono essere utilizzati sia come nomi numerabili sia come nomi massa, come l'inglese hair, che può essere il numerabile 'pelo' o 'capello' o piuttosto un nome massa (con il significato di 'capelli').
In italiano, sostantivi come bellezza si comportano come non numerabili se utilizzati come nomi astratti (La bellezza è negli occhi di chi guarda), ma come numerabili se utilizzati con accezione concreta (La spiaggia era piena di bellezze in costume da bagno). Esempi sovrapponibili in lingua inglese sono rappresentati da war, che è un nome massa in una frase come War is disgraceful ("La guerra è disonorevole"), ma numerabile in The wars between the U.S.A. and Iraq are two ('Le guerre tra Stati Uniti e Iraq sono due'). Questi casi non sono necessariamente riferiti a nomi astratti, dato che i nomi numerabili possono essere tanto astratti quanto concreti. Nomi massa concreti come polvere possono diventare numerabili se assumono un altro significato, come in dare fuoco alle polveri.
In lingua inglese, esistono nomi che rappresentano casi ambigui tra numerabile e non numerabile, in quanto sostantivi che non si flettono al plurale, ma hanno una stessa forma per i due numeri grammaticali, spesso riferiti ad animali che non venivano storicamente riconosciuti nella loro individualità quanto nelle loro aggregazioni da parte di cacciatori, allevatori e pescatori (sheep, 'pecora'/'pecore'; fish, 'pesce'/'pesci'): possono essere accompagnati da un numerale, pur senza avere una forma plurale. Inoltre, alcuni sostantivi numerabili che si riferiscono ad animali o a piante, come apple ('mela') o oak ('quercia'), possono assumere connotazioni di nome massa se ci si riferisce all'insieme delle loro parti commestibili o utilizzabili dall'uomo.

## Teoria linguistica
Secondo alcuni autori, il concetto grammaticale fa capo alla struttura ontologica di ciò denota: i nomi numerabili designano entità discrete delimitate nello spazio (oggetti, corpi e altro: «telefono», «persona», «strada»...) o eventi delimitati nel tempo (p.e. «giorno»). Secondo altri autori, invece, dipende da come un'entità è considerata in ciascuna lingua, più che dalla natura intrinseca dell'oggetto a cui si riferisce quel sostantivo; infatti, per esempio, in lingua inglese sono presenti più nomi massa (come «hair», "capelli") rispetto alla lingua italiana.
La sovrapposizione tra l'uso dei plurali numerabili e dei singolari massa atterrebbe alla concezione mentale degli aggregati: «sostanze» per i nomi massa e «moltitudini» per i plurali numerabili. In entrambi i casi mancano confini intrinseci e possono presentarsi in diverse forme («sassi» come «crema»), mentre i nomi numerabili al singolare sono racchiusi da un confine e da una forma  («un cane», «due cani»). La differenza è che nel plurale numerabile si riconosce un insieme di individui numerabili. Un «sasso» (numerabile singolare) è delimitato e ha una sua forma; dei «sassi» (numerabile plurale) non sono delimitati ma sono composti da entità singole; una «crema» (non numerabile) non è delimitata e non è composta da entità singole. Pertanto la concezione della materia non distinguerebbe tra «numerabile» e «non numerabile», ma si baserebbe sui due criteri di «delimitato» e «composto di individui».
Seguendo il lavoro di logici come Godehard Link e linguisti come Manfred Krifka, alla distinzione massa/numerabile può essere data una precisa definizione matematica in termini di nozioni come cumulatività e quantizzazione. Discusso da Barry Schein nel 1993, un nuovo framework logico, chiamato «logica plurale» (plural logic), è stato utilizzato anche per caratterizzare la semantica dei nomi numerabili e non numerabili.